# Bülent İnal

Bülent İnal, 2023

Bülent İnal (* 19. Mai 1973 in Hilvan, Şanlıurfa, Türkei) ist ein türkischer Schauspieler.

## Leben
Bülent İnal studierte an der Fakultät für Bildende Künste der Dokuz Eylül Üniversitesi in Izmir, im Fachbereich Theater und Schauspielerei.

## Filmografie (Auswahl)
- 1993: Azad
- 2001: Karanlıkta Koşanlar (Fernsehminiserie)
- 2003: Kurşun Yarası
- 2004: Vizontele Tuuba
- 2005–2007: Ihlamurlar Altında (Fernsehserie)
- 2006: Aşk Yolu
- 2007: Karayılan
- 2009: Bu kalp seni unutur mu? (Fernsehserie)
- 2010: Bitmeyen Şarkı (Fernsehserie)
- 2011: Bir Çocuk Sevdim (Fernsehserie)
- 2013: Tatar Ramazan (Fernsehserie)
- 2014: Urfalıyam Ezelden (Fernsehserie)
- 2016: Babam ve Ailesi (Fernsehserie)
- 2017: Payitaht Abdülhamid (Fernsehserie)